# Metilia brunnerii
Espèce
Metilia brunnerii est une espèce d'insectes, de  l'ordre des Mantodea, de la famille des Acanthopidae, de la sous-famille des Acanthopinae et de la tribu des Acanthopini.

## Dénomination
Cette espèce a été décrite par l'entomologiste suisse Henri de Saussure en 1871 sous le nom de Metilia brunnerii.

### Synonymie
- Metilia integra (Stal, 1877)[2]
- Metilia adusta (Gerstaecker, 1889)[3]

## Répartition
- Bolivie, Brésil, Costa Rica,  Nicaragua, Guyane, Pérou, Surinam et Vénézuela[4].